# Lijst van werken van Tames Oud
Onderstaande lijsten geven een (incompleet) overzicht van werken van Tames Oud (1895-1953), een Nederlands kunstschilder.

## Schilderijen
| Afbeelding | Titel                                           | Jaar           | Techniek         | Afmetingen     | Collectie                               |
| ---------- | ----------------------------------------------- | -------------- | ---------------- | -------------- | --------------------------------------- |
|            | Ameland (1)                                     | zonder jaartal | Olieverf op doek | 100 x 80 cm    | Amelander Musea                         |
|            | Ameland (2)                                     |                | Schilderij       |                | Museum Belvédère                        |
|            | Ameland, zonsondergang                          |                | Schilderij       |                |                                         |
|            | Boerderij in de winter                          |                | Schilderij       |                | Amelander Musea                         |
|            | Boten op het strand                             | 1946           | Schilderij       | 98,0 x 76,9 cm |                                         |
|            | De boer                                         |                | Schilderij       |                |                                         |
|            | De pijpenrokers                                 |                | Olieverf op doek | 83 x 92 cm     |                                         |
|            | Dorpsgezicht met twee figuren                   |                | Schilderij       |                |                                         |
|            | Eenzaamheid                                     | 1953           | Schilderij       |                | Fries museum                            |
|            | Haven Antwerpen                                 |                | Schilderij       |                |                                         |
|            | Haven Scheveningen                              |                | Schilderij       |                |                                         |
|            | Huiswaarts                                      | 1931           | Olieverf op doek | 72 x 80 cm     |                                         |
|            | Het gele zeetje                                 | 1938           | Schilderij       |                |                                         |
|            | Afscheid - Het vaarwel tot ziens                | 1947           | Schilderij       |                |                                         |
|            | Kanaal van Willebroeck                          | 1938           | Olieverf op doek | 43 x 53 cm     |                                         |
|            | Kloostertuin in Nuenen                          |                | Schilderij       |                | Amelander Musea                         |
|            | Lente                                           | 1952           | Schilderij       |                |                                         |
|            | Mensen op het pier                              |                | Schilderij       |                |                                         |
|            | Naar de hoogmis                                 | 1944           | Schilderij       |                |                                         |
|            | Naar zee, haven Scheveningen                    | 1941           | Schilderij       |                |                                         |
|            | Op zee, Scheveningen                            |                | Schilderij       |                |                                         |
|            | Schelpenzee                                     | 1938           | Olieverf op doek |                | Museum Belvédère, Heerenveen-Oranjewoud |
|            | Schepen op zee                                  |                | Schilderij       |                |                                         |
|            | Scheveningen (1)                                |                | Schilderij       |                |                                         |
|            | Scheveningen (2) Binnenhavengezicht             |                |                  |                |                                         |
|            | Sint Maarten - Sunnekloazen                     |                | Olieverf op doek |                | Amelander Musea                         |
|            | Strandkar op Ameland                            |                | Schilderij       |                |                                         |
|            | Taak volbracht                                  | 1952           | Schilderij       |                |                                         |
|            | Terug van de arbeid                             | 1938           | Schilderij       |                |                                         |
|            | Terugkeer van de vissers                        | 1941           | Schilderij       |                |                                         |
|            | Terug naar de arbeid                            |                | Schilderij       |                |                                         |
|            | Visjes                                          |                | Schilderij       |                | Museum Belvédère                        |
|            | Vlaamse boerderij                               |                | Schilderij       |                |                                         |
|            | Winter in de Kempen                             |                | Schilderij       |                |                                         |
|            | Winter in Holland 1944-45                       |                | Schilderij       |                |                                         |
|            | Winter in Vlaanderen                            |                | Schilderij       |                |                                         |
|            | Winterlandschap (1)                             |                | Olieverf op doek | 43 x 53 cm     | Museum Belvédère                        |
|            | Winterlandschap (2)                             |                | Schilderij       |                |                                         |
|            | Winter Nederoverheembeek                        |                | Schilderij       |                |                                         |
|            | Winter Nes op Amerland                          |                | Schilderij       |                |                                         |
|            | Woonwagens                                      |                | Schilderij       |                |                                         |
|            | Zeegezicht (1)                                  |                | Schilderij       |                |                                         |
|            | Zeegezicht (2)                                  |                | Schilderij       |                | Museum Belvédère                        |
|            | Zeilscheepjes in de storm                       |                | Schilderij       |                | Amelander Musea                         |
|            | Zolderkamer                                     |                | Schilderij       |                |                                         |
|            | Zonder titel                                    | zonder jaartal | Olieverf op doek | 47 x 35 cm     | Particuliere coll.                      |
|            | Titel onbekend                                  |                | Schilderij       |                |                                         |
|            |                                                 |                |                  |                |                                         |
|            |                                                 |                |                  |                |                                         |
|            |                                                 |                |                  |                |                                         |
|            |                                                 |                |                  |                |                                         |
|            |                                                 |                |                  |                |                                         |
|            | Vlaamse kermis                                  | 1946           | Schilderij       |                | Fries museum                            |
|            | Visser en vissersvrouw (Het vaarwel tot ziens?) | 1946           | Schilderij       |                | Fries museum                            |
|            | Landschap met paard                             | 1935/ 1949     | Schilderij       |                | Fries museum                            |
|            | Kruisiging                                      | 1953           | Schilderij       |                | Fries museum                            |
|            | Christus in Vlaanderen                          | 1946           | Schilderij       |                | Fries museum                            |
|            | Staand vrouwtje                                 | 1950           | Schilderij       |                | Fries museum                            |

## Hout- en linosneden
| Afbeelding | Titel                                 | Jaar      | Techniek  | Afmetingen     | Collectie                         |
| ---------- | ------------------------------------- | --------- | --------- | -------------- | --------------------------------- |
|            | Ameland de toren                      |           | Snede     |                | Algra, Amelander Musea            |
|            | Binnenhaven Scheveningen              |           | Snede     |                | Amelander Musea                   |
|            | De gids                               |           | Snede     |                | Amelander Musea                   |
|            | De landman                            |           | Snede     |                | Amelander Musea                   |
|            | De weg                                |           |           |                |                                   |
|            | De nonnen (1)                         |           |           |                | Museum Belvédère                  |
|            | De nonnen (2)                         |           |           |                |                                   |
|            | De zeemeeuw                           |           | Snede     |                | Teylermuseum, Museum Belvédère    |
|            | Geit bij hek (postuum gedrukt)        |           |           |                |                                   |
|            | Gestrande Katwijkers bij Scheveningen |           | Linosnede |                |                                   |
|            | Haven Scheveningen (1)                | 1949      | Snede     |                | Teylermuseum                      |
|            | Haven Scheveningen (2)                |           | Snede     |                | Teylermuseum                      |
|            | Het vaarwel tot ziens                 | 1947      |           |                |                                   |
|            | Fabrieks arbeiders                    |           | Linosnede | 32 x 26 cm     | Amelander Musea                   |
|            | Huiswaarts                            | 1935-50   | Linosnede | 27 x 28 cm     |                                   |
|            | Huiswaarts gebroken leven             |           | Snede     |                | Amelander Musea                   |
|            | In de branding (1)                    |           | Snede     |                | Teylermuseum                      |
|            | Le grand tout                         |           | Snede     |                | Amelander Musea, Museum Belvédère |
|            | Moeder en kind                        |           | Snede     |                | Amelander Musea, Museum Belvédère |
|            | Op zee                                |           | Linosnede |                | Teylermuseum                      |
|            | Pijprokende visser                    |           |           |                |                                   |
|            | Reigers                               |           |           |                | Museum Belvédère                  |
|            | Scheveningen                          |           | Snede     |                | Teylermuseum                      |
|            | Schol                                 | 1950-53   | Linosnede | 8,3 x 18,5 cm  | Rijksmuseum                       |
|            | Sint Maarten / Sunderkloazen          | 1935-1950 | Linosnede | 24,5 x 22 cm   | Amelander Musea                   |
|            | Storm op zee                          |           |           |                | Teylermuseum                      |
|            | Vrede 1940                            | 1939      | Snede     |                | Amelander Musea                   |
|            | Twee vissen                           |           | Snede     | 18,5 x 24,5 cm |                                   |
|            | Visserman (1)                         |           | linosnede |                |                                   |
|            | Visserman (2)                         |           | linosnede |                |                                   |
|            | Zandschuit                            | 1900-1944 | Linosnede | 16,5 x 11,5 cm |                                   |
|            | Ziek veulen                           |           | Snede     |                | Amelander Musea                   |
|            | Zonder titel                          |           |           |                | Museum Belvédère                  |

## Tekeningen
| Afbeelding | Titel                      | Jaar    | Techniek                | Afmetingen   | Collectie        |
| ---------- | -------------------------- | ------- | ----------------------- | ------------ | ---------------- |
|            | Winter                     |         | Tekening                | 48 x 34 cm   |                  |
|            | Boerderij op Ameland       |         | Tekening                | 40 x 50 cm   |                  |
|            | De mens                    |         | Tekening                |              |                  |
|            | In de nachtkroeg           | 1935-50 | Tekening in zwart krijt |              |                  |
|            | Eitjes                     |         | Tekening                |              |                  |
|            | Hollands landschap         | 1939-50 | Tekening in zwart krijt | 29 x 35 cm   |                  |
|            | Op het strand              | 1939-50 | Tekening in zwart krijt | 47 x 35,5 cm |                  |
|            | Het verleden               | 1939-50 | Gekleurde krijttekening | 47,5 x 38 cm |                  |
|            | Hooiberg                   |         | Tekening in zwart krijt |              | Museum Belvédère |
|            | Kievietseieren             |         | Tekening in zwart krijt |              | Museum Belvédère |
|            | Landschap met bollenvelden |         | Gouache                 | 47 x 63 cm   |                  |
|            | Logger                     | 1935    | Tekening in zwart krijt | 17 x 20 cm   | Amelander Musea  |
|            | Nest met eieren            |         | Tekening in zwart krijt |              |                  |
|            | Slapende vrouw             | 1935-50 | Tekening in zwart krijt |              |                  |
|            | Visjes (1)                 |         | Tekening in zwart krijt |              |                  |
|            | Visjes (2)                 |         | Tekening in zwart krijt |              |                  |
|            | Zelfportret                |         | Tekening in zwart krijt |              |                  |